# Wojciech Kotowski (pływak)
Wojciech Kotowski (ur. 6 maja 1994) – polski pływak, specjalista w sportowym ratownictwie wodnym.

## Kariera sportowa
W trakcie kariery zawodniczej reprezentuje Centrum Kształcenia Sportowego przy ul. Rydla 49 w Szczecinie, którego jest absolwentem. Wielokrotny rekordzistka igrzysk wojskowych w konkurencjach; ratowanie manekina na 50 m oraz w sztafecie 4 × 25 m mężczyzn (holowanie manekina).

## Osiągnięcia
- 2017
  - Srebrny medal na World Games we Wrocławiu (sztafeta 4 × 25 m – holowanie manekina)
  - Srebrny medal na World Games we Wrocławiu (sztafeta z przeszkodami 4 × 50 m)[6]
- 2018 
  - 3. miejsce w Mistrzostwach Świata w Ratownictwie Wodnym „LIFESAVING WORLD CHAMPIONSHIPS 2018” w Australii w sztafetach: 4 × 50 m z przeszkodami i 4 × 25 m holowanie manekina w kategorii senior (jako absolwent CKS)[2]
- 2019
  - Złoty medal na igrzyskach wojskowych w Wuhan (ratowanie manekina na 50 m)[7]
  - Złoty medal na igrzyskach wojskowych w Wuhan (sztafeta 4 × 25 m – holowanie manekina)[8]
  - Brązowy medal na igrzyskach wojskowych w Wuhan (sztafeta z przeszkodami 4 × 50 m)
- 2022
  - Brązowy medal na World Games w Birmingham (USA) (sztafeta 4 × 25 m – holowanie manekina)
- 2025
  - Srebrny medal na World Games w Chengdu (sztafeta 4 × 25 m – holowanie manekina)[9]

Jest żołnierzem Sił Zbrojnych RP.